# Eupithecia cimicifugata
Eupitecia cimicifugata es una especie de polilla de la familia Geometridae. La especie fue descrita por primera vez por Richard F. Pearsall en 1908 con distribución en Estados Unidos y Canadá. El lectotipo de la especie fue descrito en los alrededores de Cabin John (Maryland) y el holotipo en los alrededores de Ottawa. Es una de las especies de América del Norte pertenecientes al grupo de especies E. russeliata.
Las larvas se alimentan del fruto de Actaea racemosa, Actaea rubra y especies Cimicifuga.

## Descripción
E. cimicifugata es una polilla pequeña con un envergadura de 18 milímetros (0,7 plg). Los palpos son de moderado tamaño, robustos y con escamas sueltas. Las alas anteriores son anchas, redondeadas en los ápices. Las alas traseras cuentan con un margen aplanado entre las venas dos y seis.
La cabeza, el tórax y las alas son de un gris suave que se inclina a un bronce brillante tenue en algunos ejemplares, debido a la presencia de escamas de color cobre metálicas entremezcladas. En las alas anteriores, las líneas son de escamas color marrón oscuro que también forman grupos oscuros a lo largo de la costa, siendo las más gruesas a poca distancia del punto discal, a nivel de la línea extradiscal.
Cuenta con puntos discales pequeños, de color marrón oscuro, apenas visibles en algunos ejemplos. Las alas traseras no cuentan con marcas definidas. 
El abdomen es de color gris plateado en la base, el segundo segmento de un intenso color marrón castaño con un ligero tinte cobrizo, y en el extremo terminal es marrón oscuro, mezclado con escamas grises, con segmentos de color blanco oscuro en la parte anterior. El cuerpo y piernas son de color blanco grisáceo.